# Lost on You (Lewis Capaldi)
Lost on You è un singolo del cantautore scozzese Lewis Capaldi, pubblicato nel 2017 ed estratto dal suo EP Bloom e dal suo primo album in studio Divinely Uninspired to a Hellish Extent.

## Tracce
- Download digitale

1. Lost on You – 3:15